# Of niet soms
Of niet soms is een nummer van Boudewijn de Groot, afkomstig van het album Waar ik woon en wie ik ben. Het was het eerste nummer van dit album dat op single werd uitgebracht.
Of niet soms is een zinsnede uit het refrein "Het is toch goed zoals het is of niet soms?", dat de inhoud van het lied direct weergeeft. De Groot bevindt zich op de B-kant op zoek naar de ware liefde. Alhoewel veel wegen wel ergens naartoe leiden, zal hij ooit die ene weg naar de ware vinden (overdrachtelijk kan het gezien worden als naar zijn fans).
De weg naar de hitparade werd niet gevonden.